# میمون وروت
میمون وِروِت (نام علمی: Chlorocebus pygerythrus) نام یک گونه از تیره میمون جهان قدیم و از زیرخانواده دم‌درازیان است.

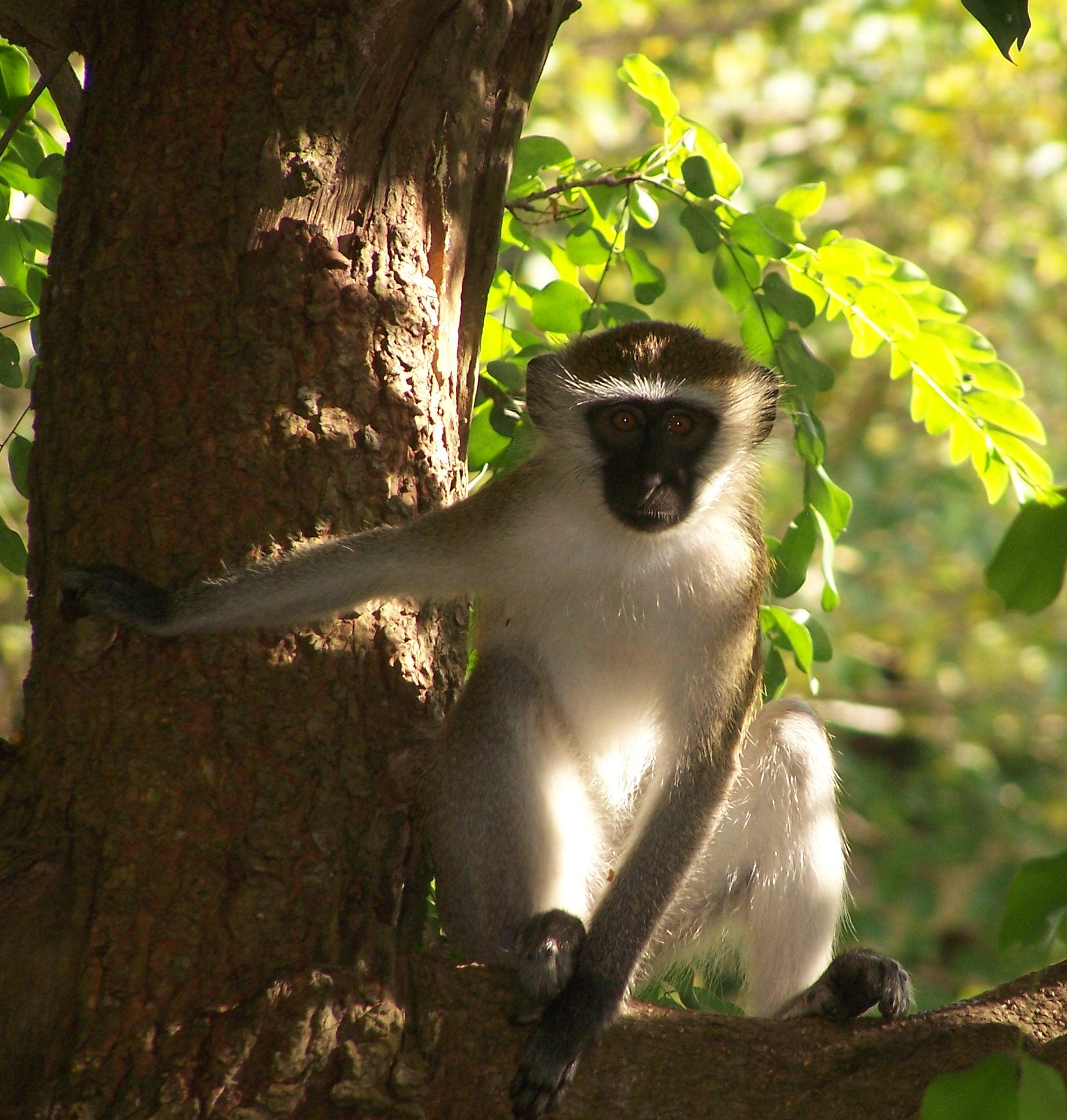
یک میمون وروت سیاه چهره

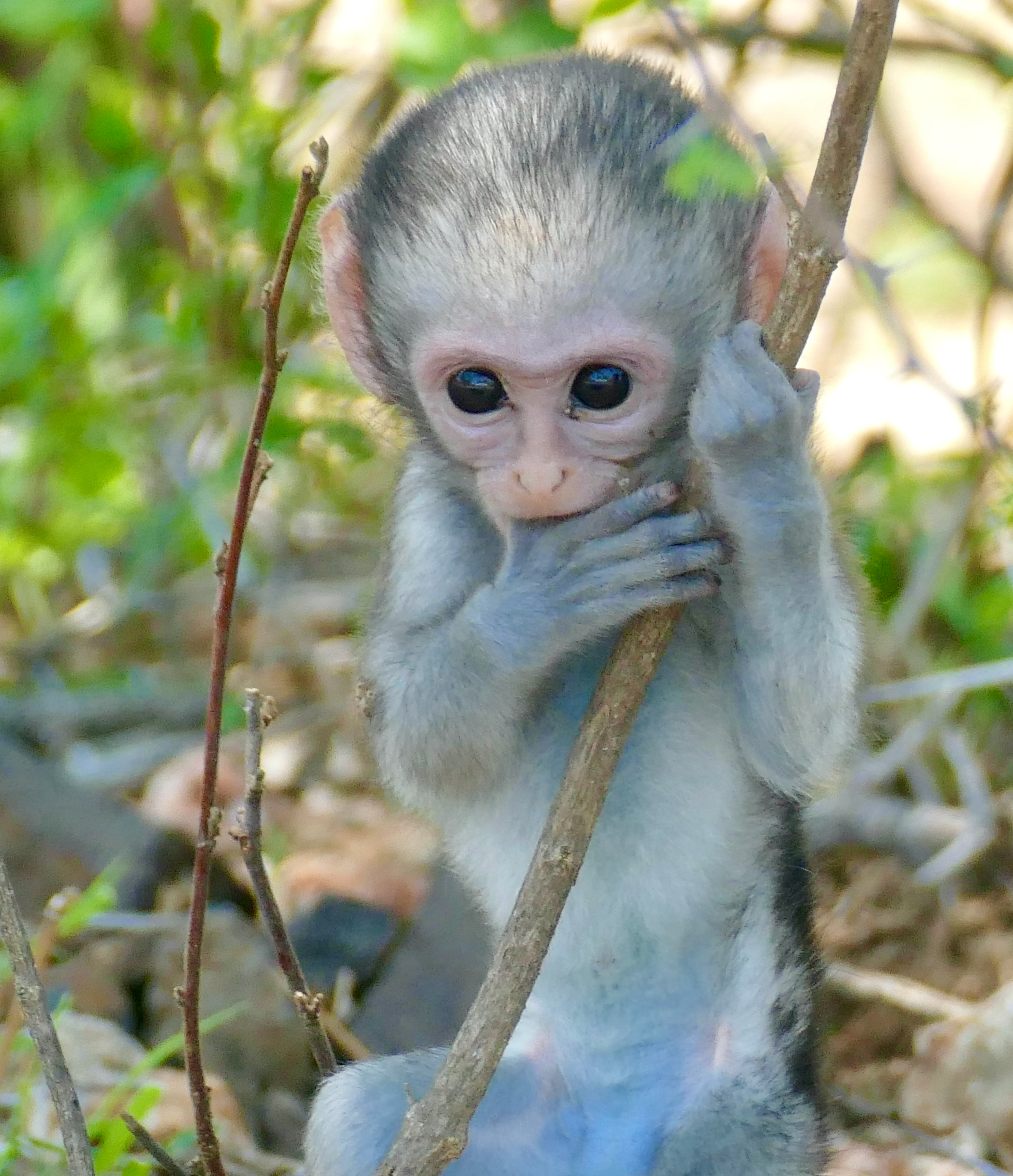
یک بچه میمون وروت شست اش را می‌مکد.

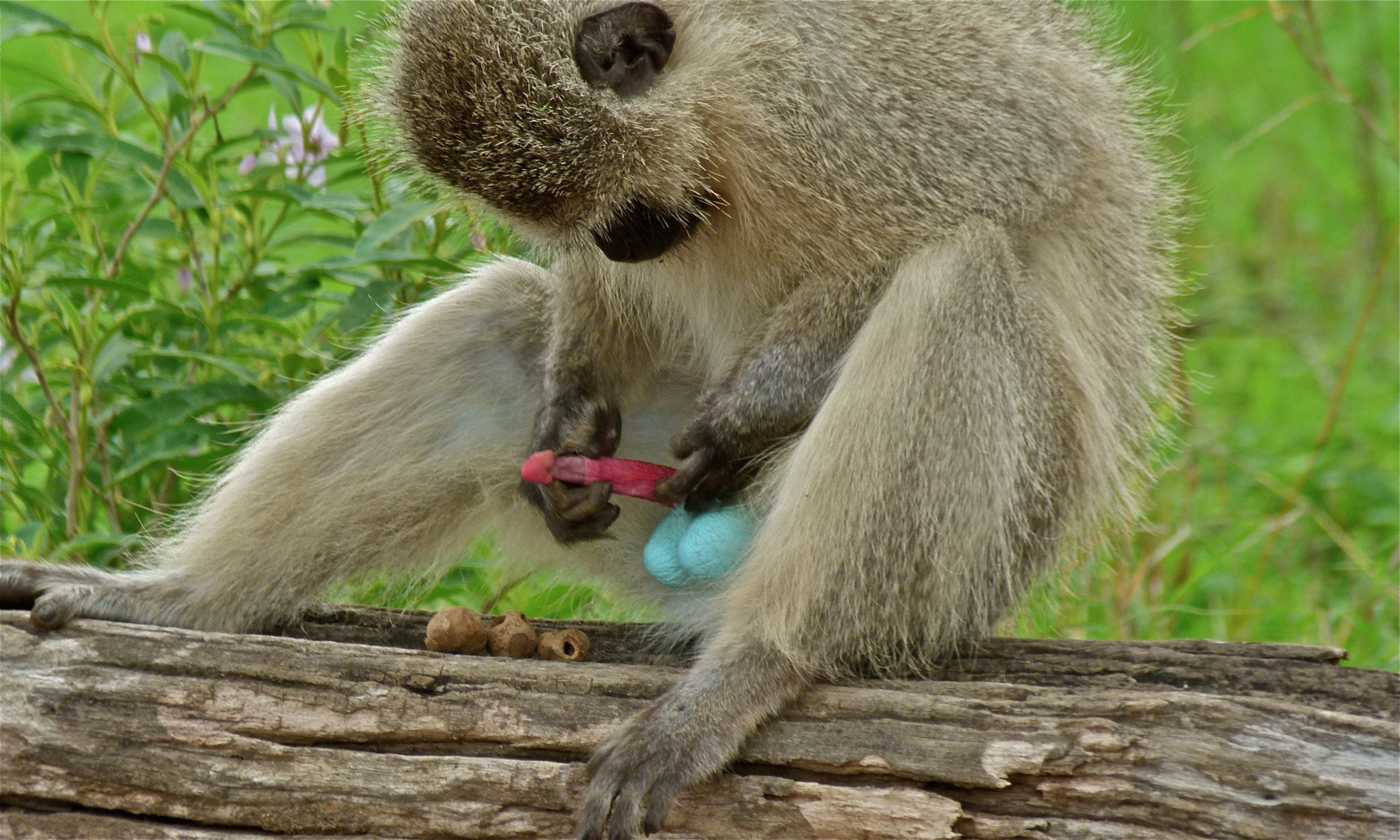
یک میمون وِروِت نر در آفریقای جنوبی خودارضایی می‌کند. خودارضایی در جانوران طبیعی است.

## نگارخانه

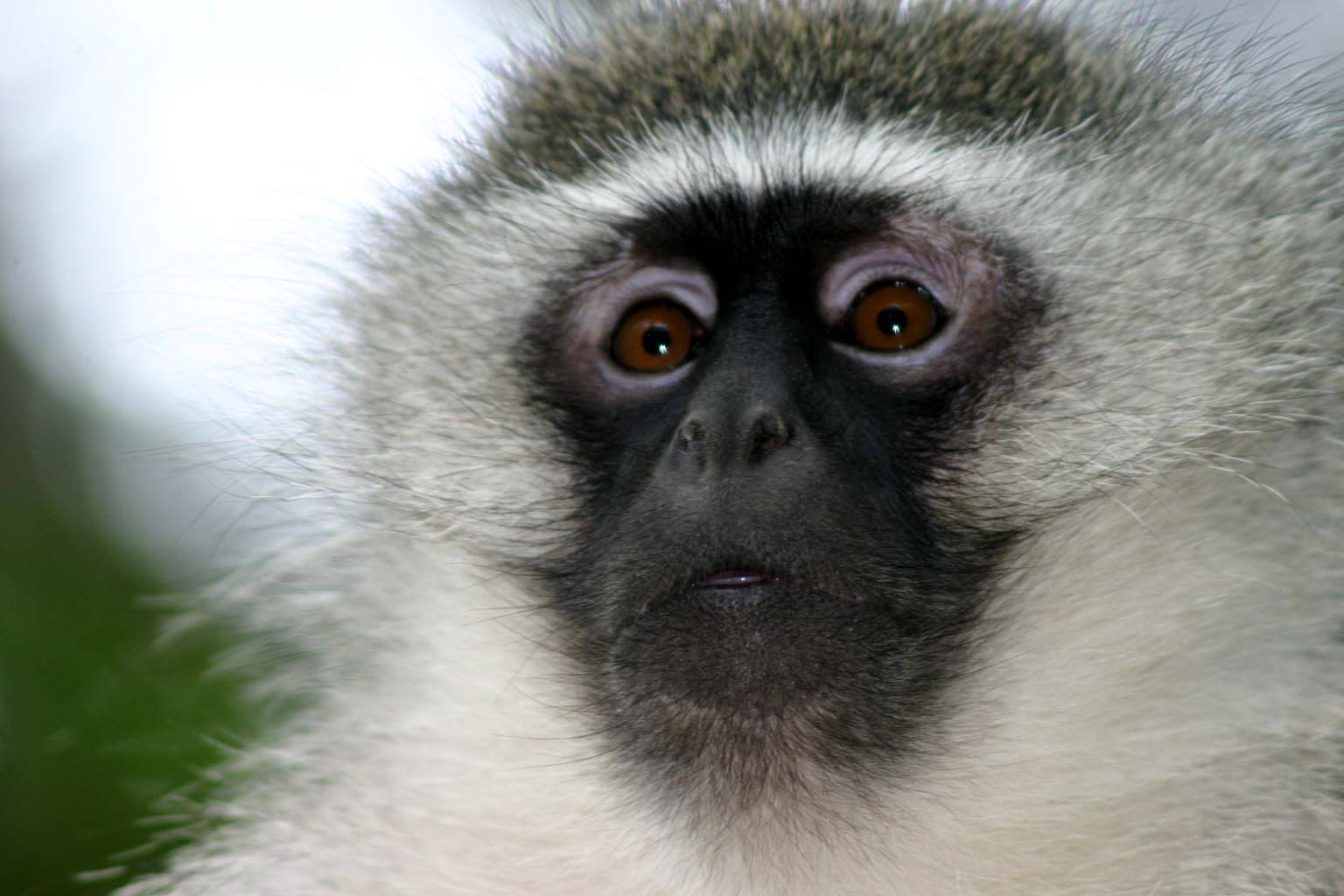
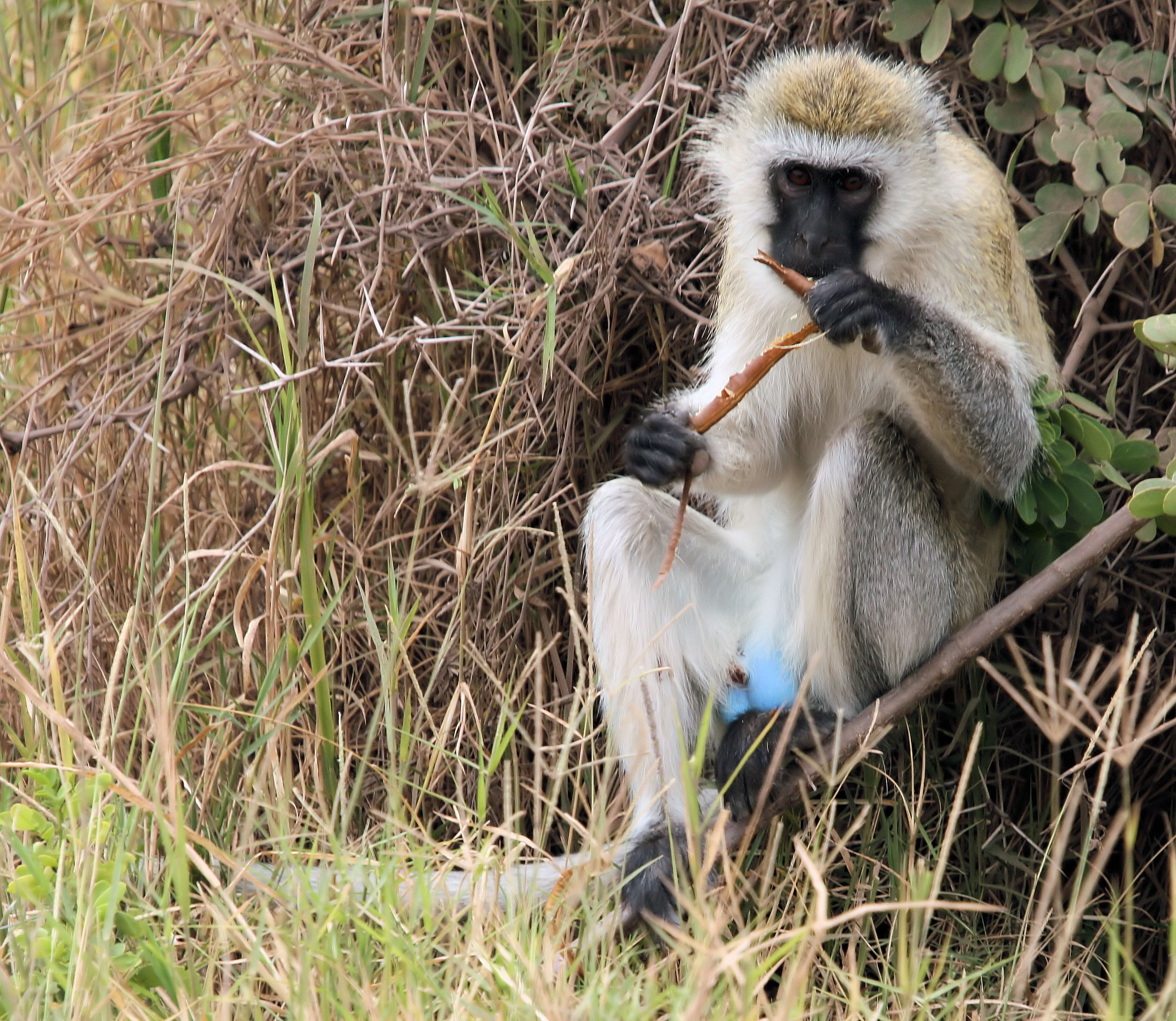
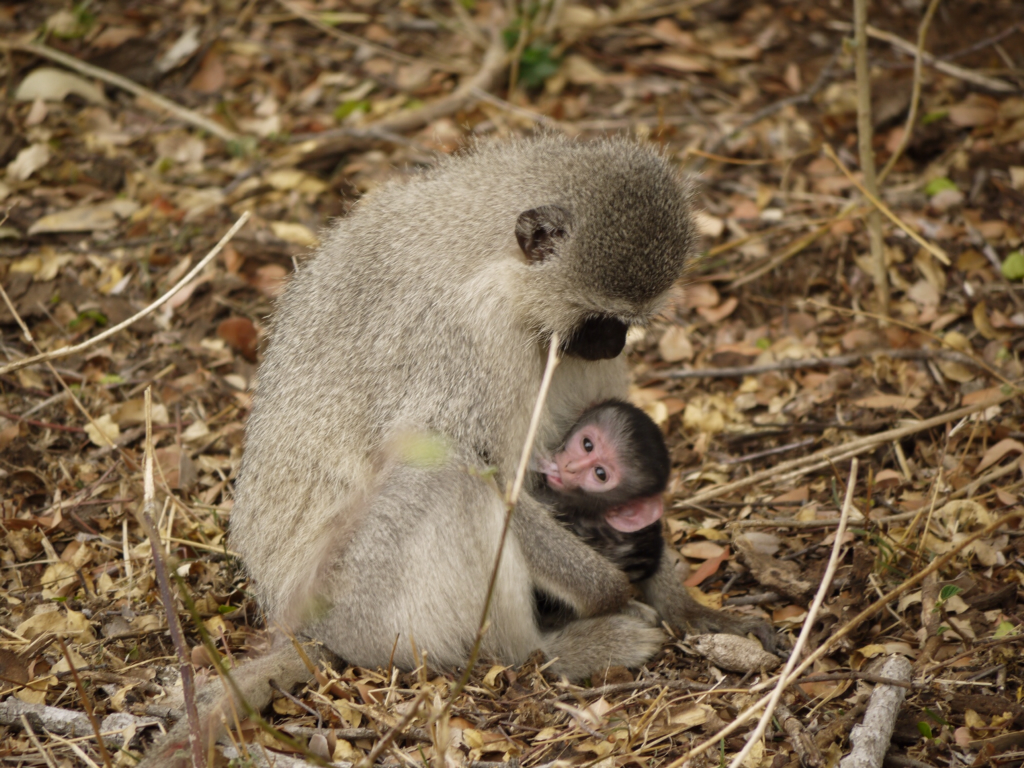
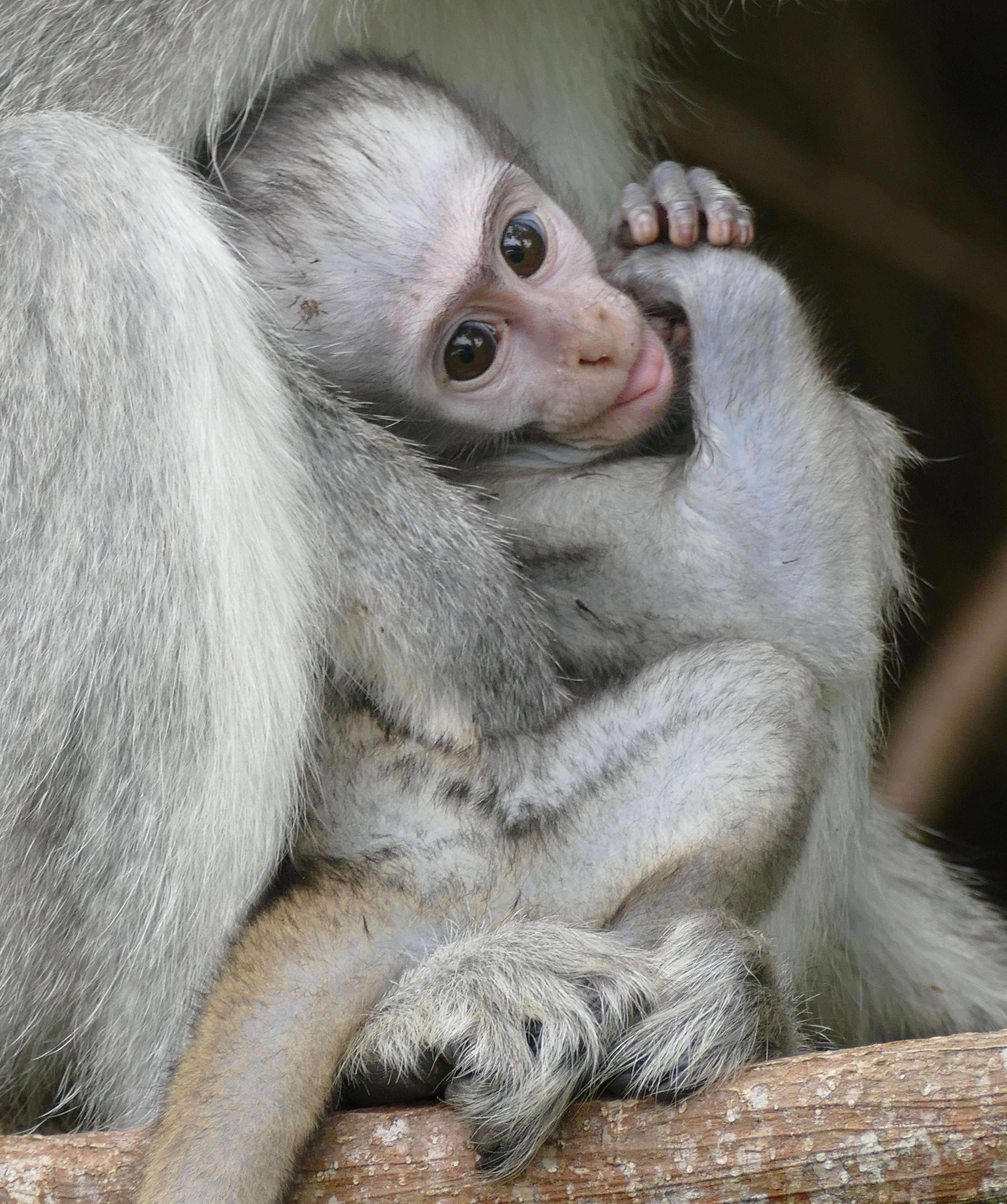
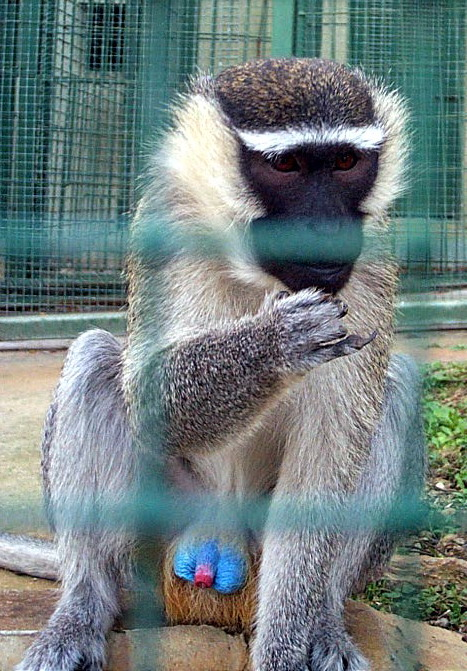
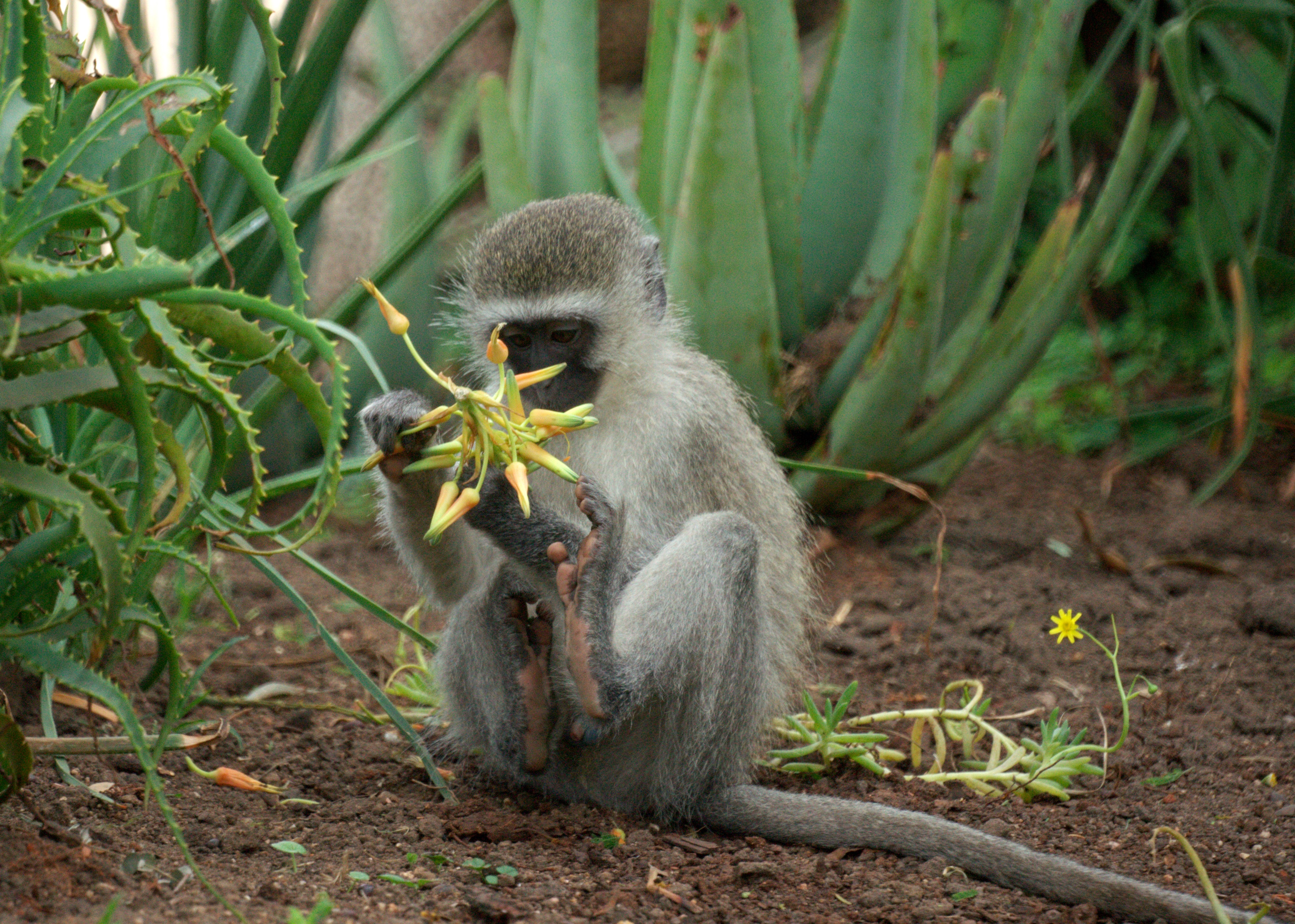
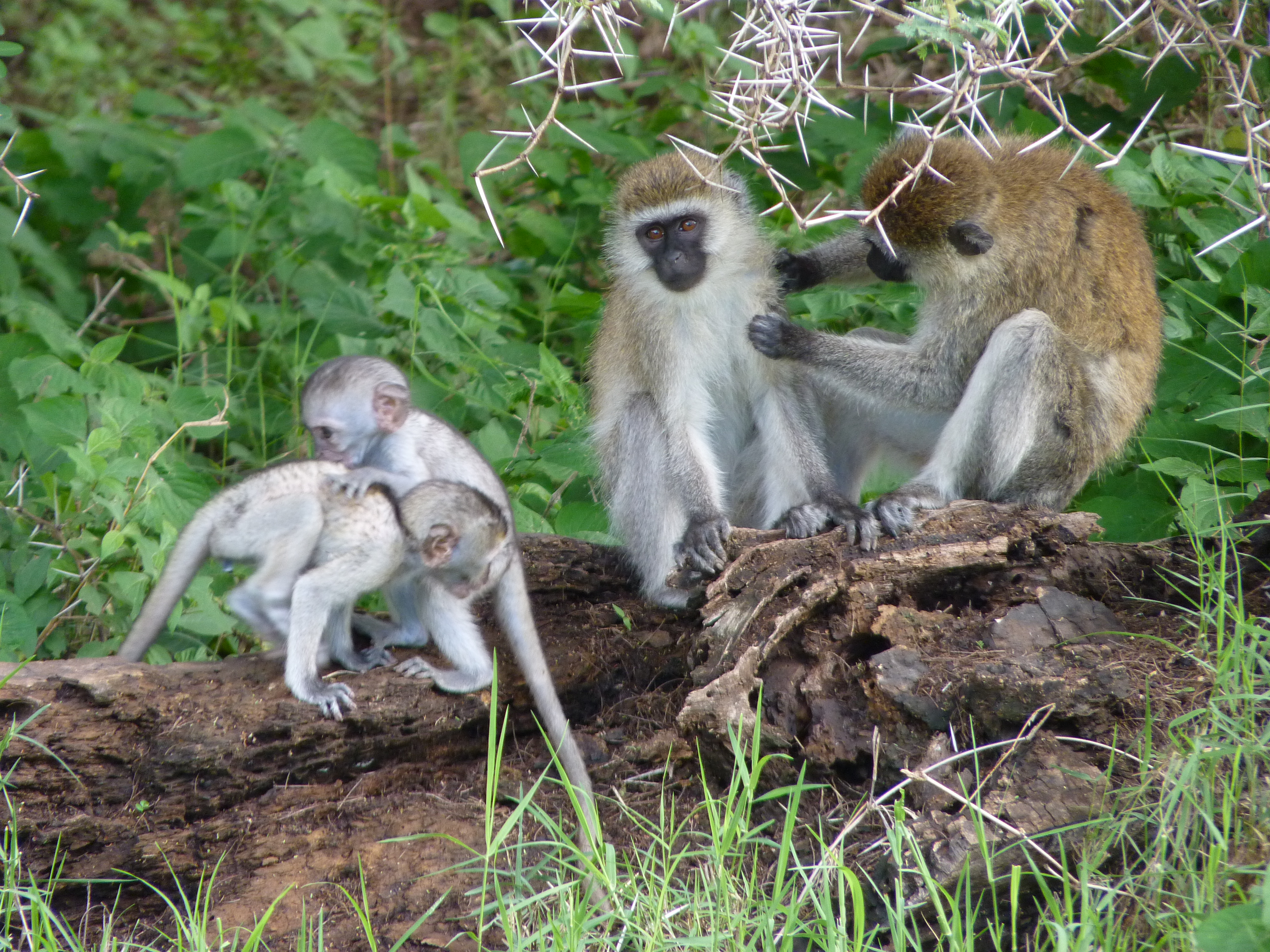
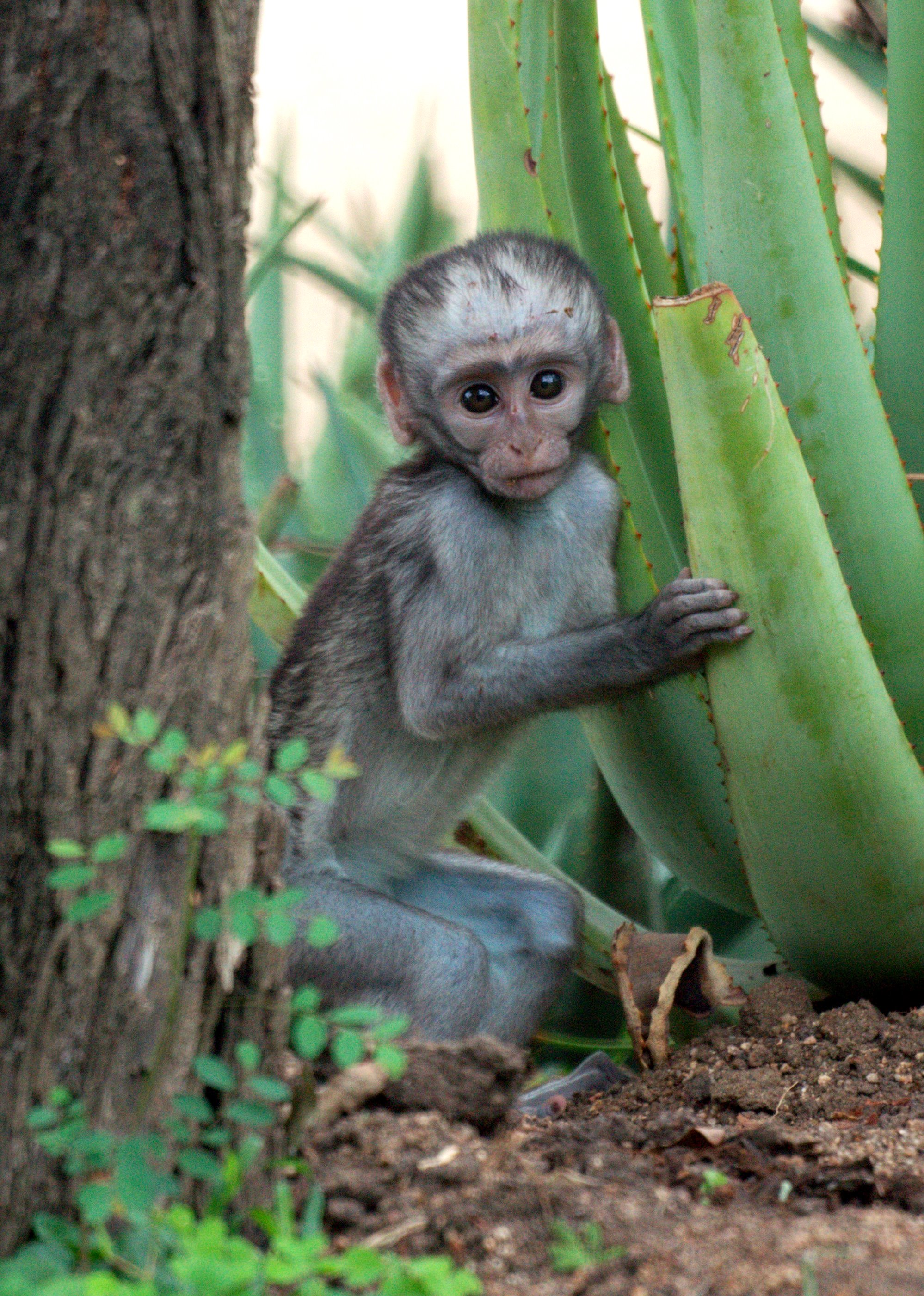
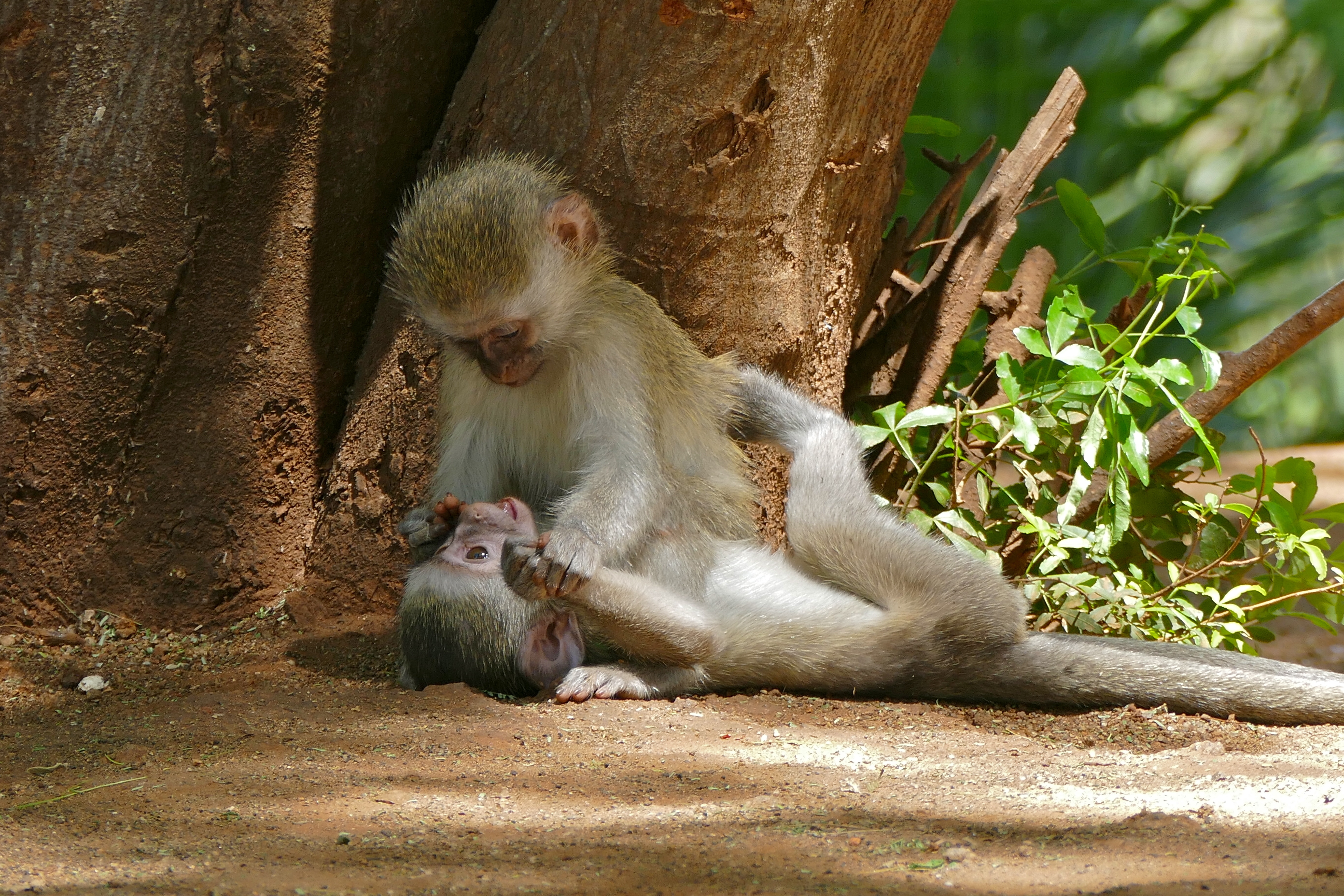
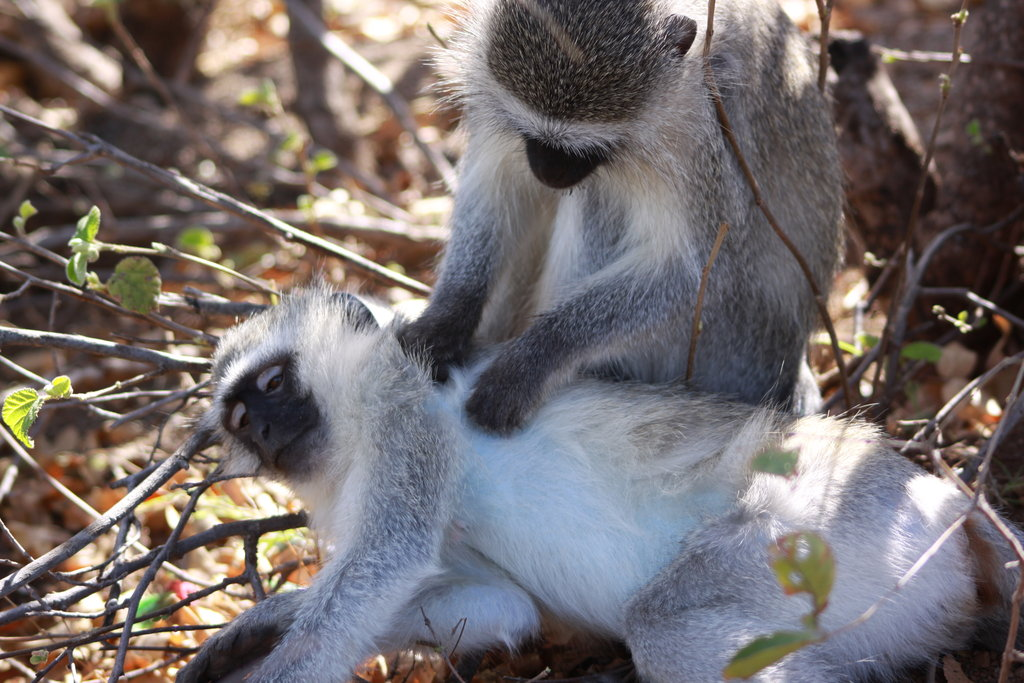
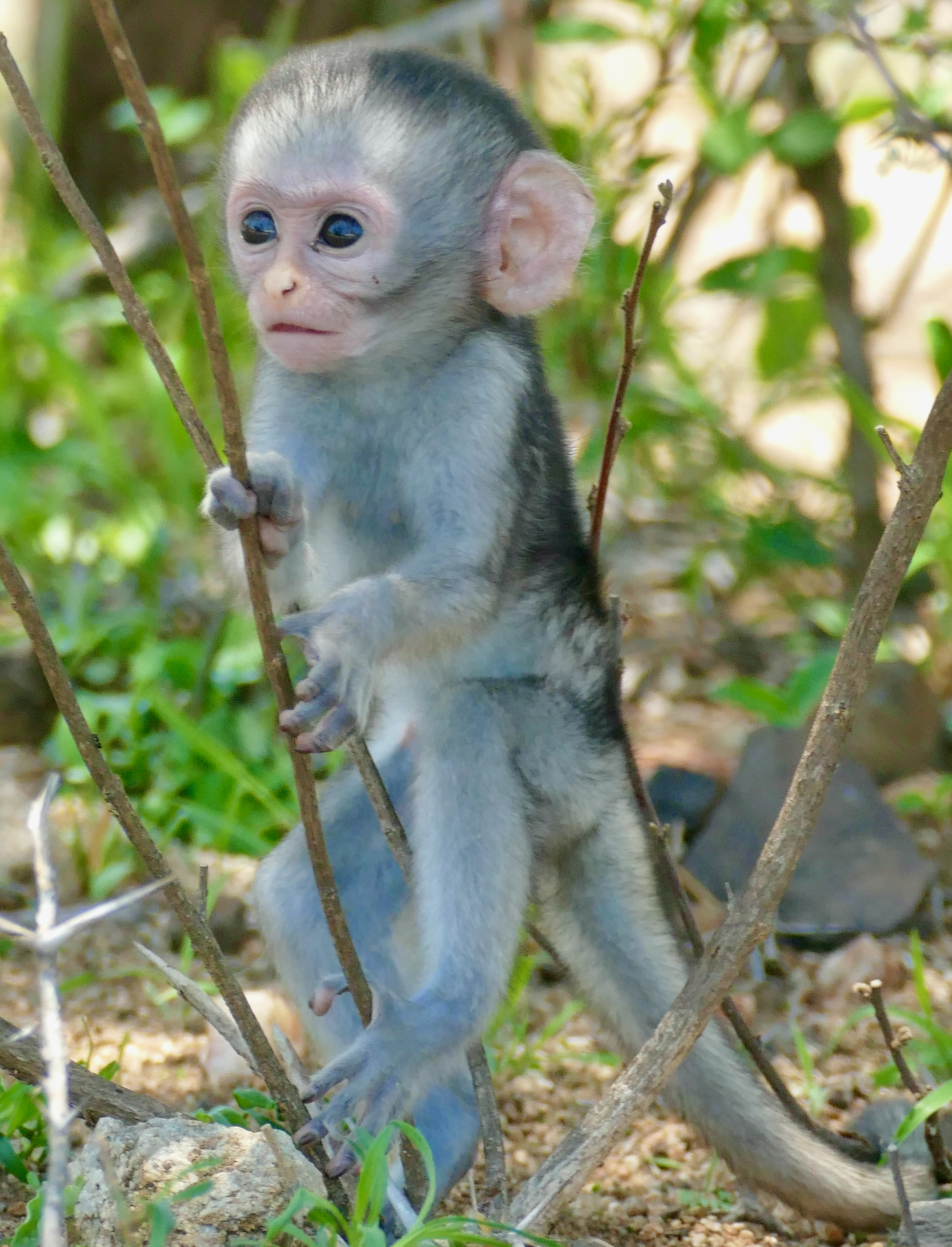
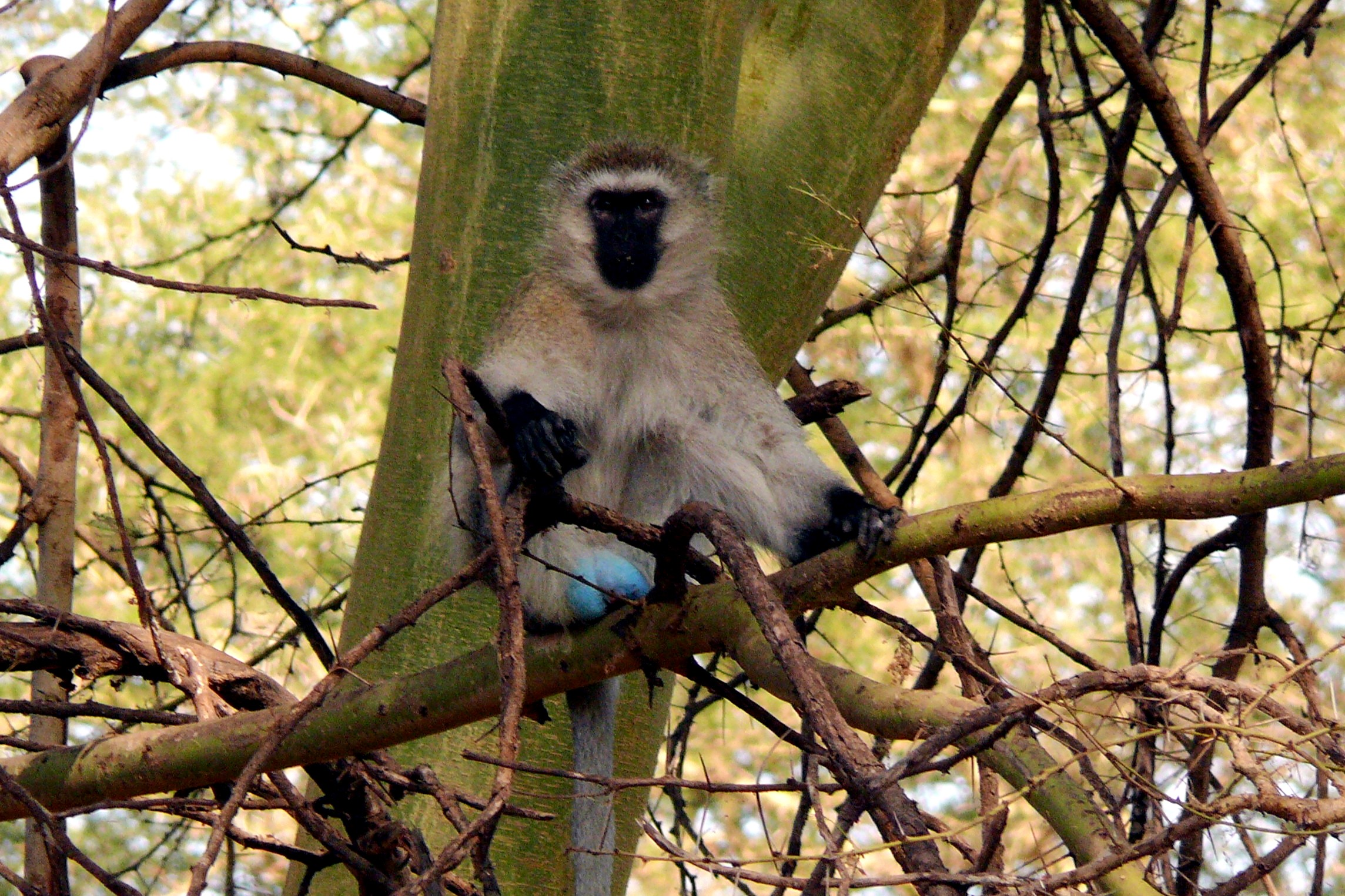
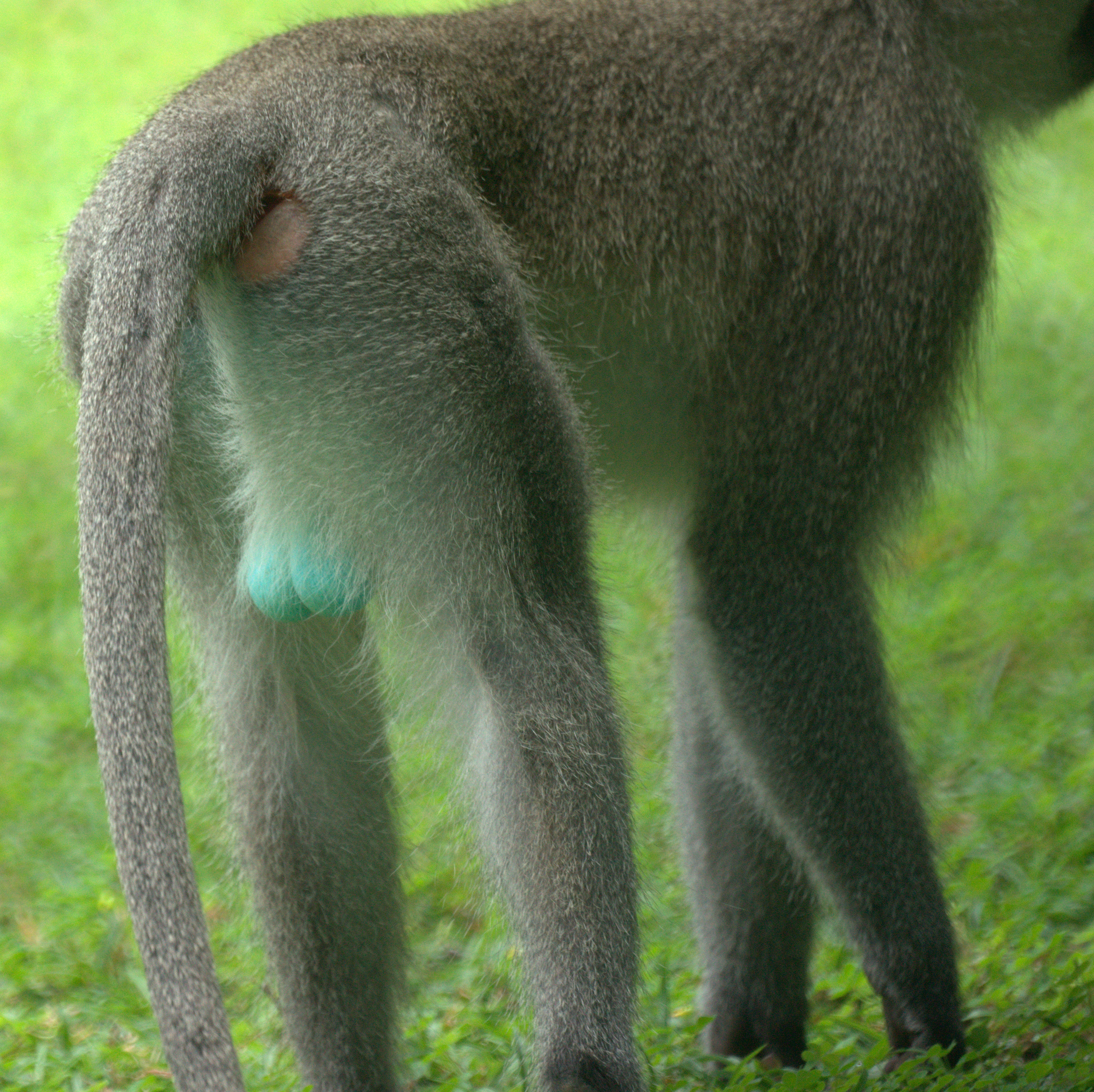
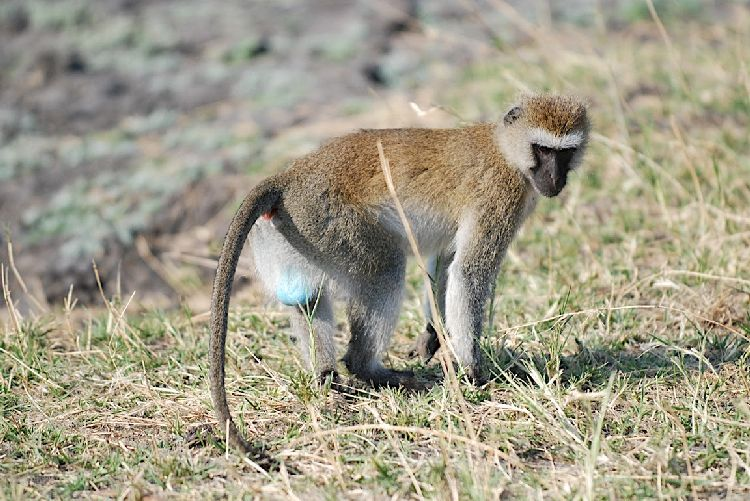
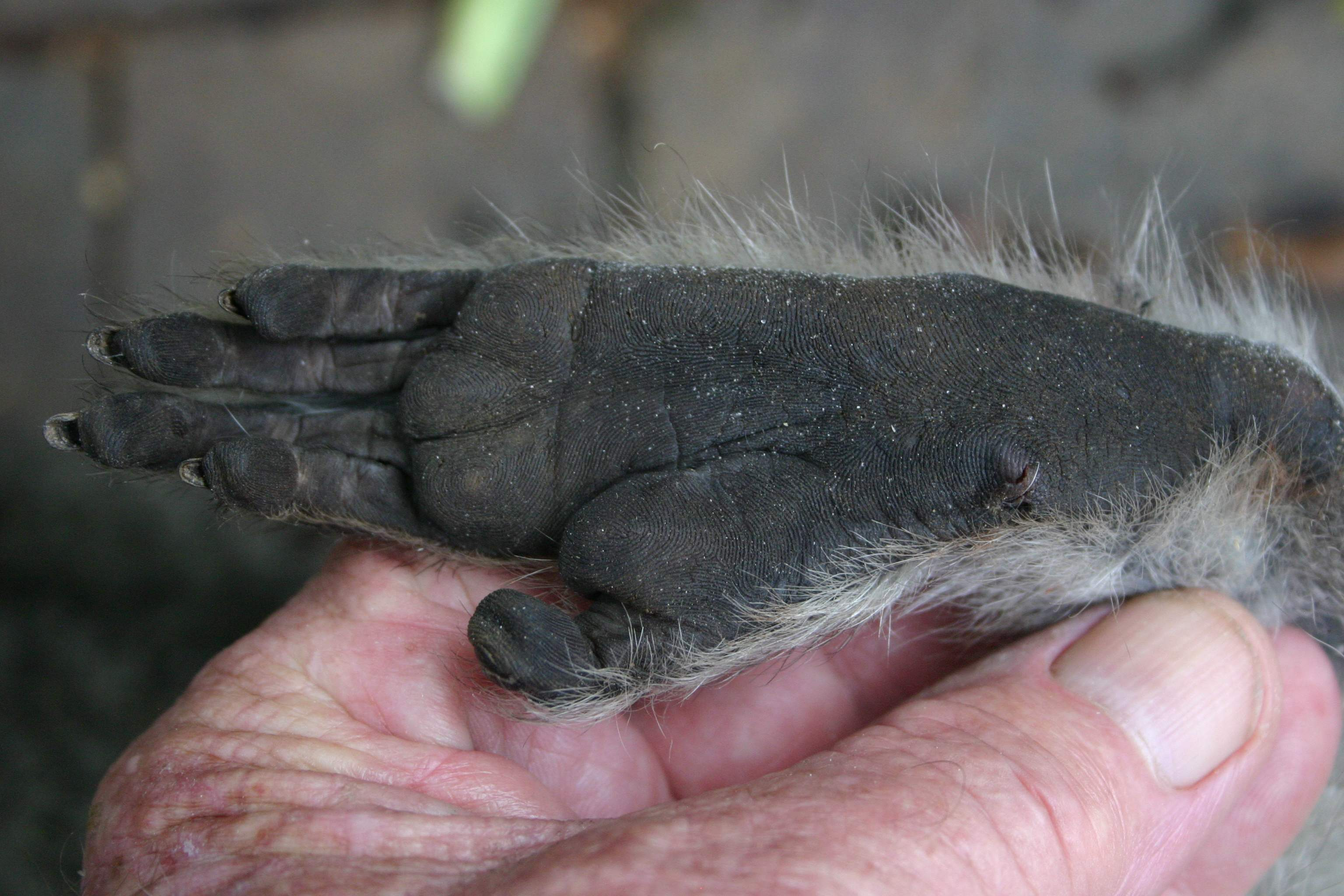
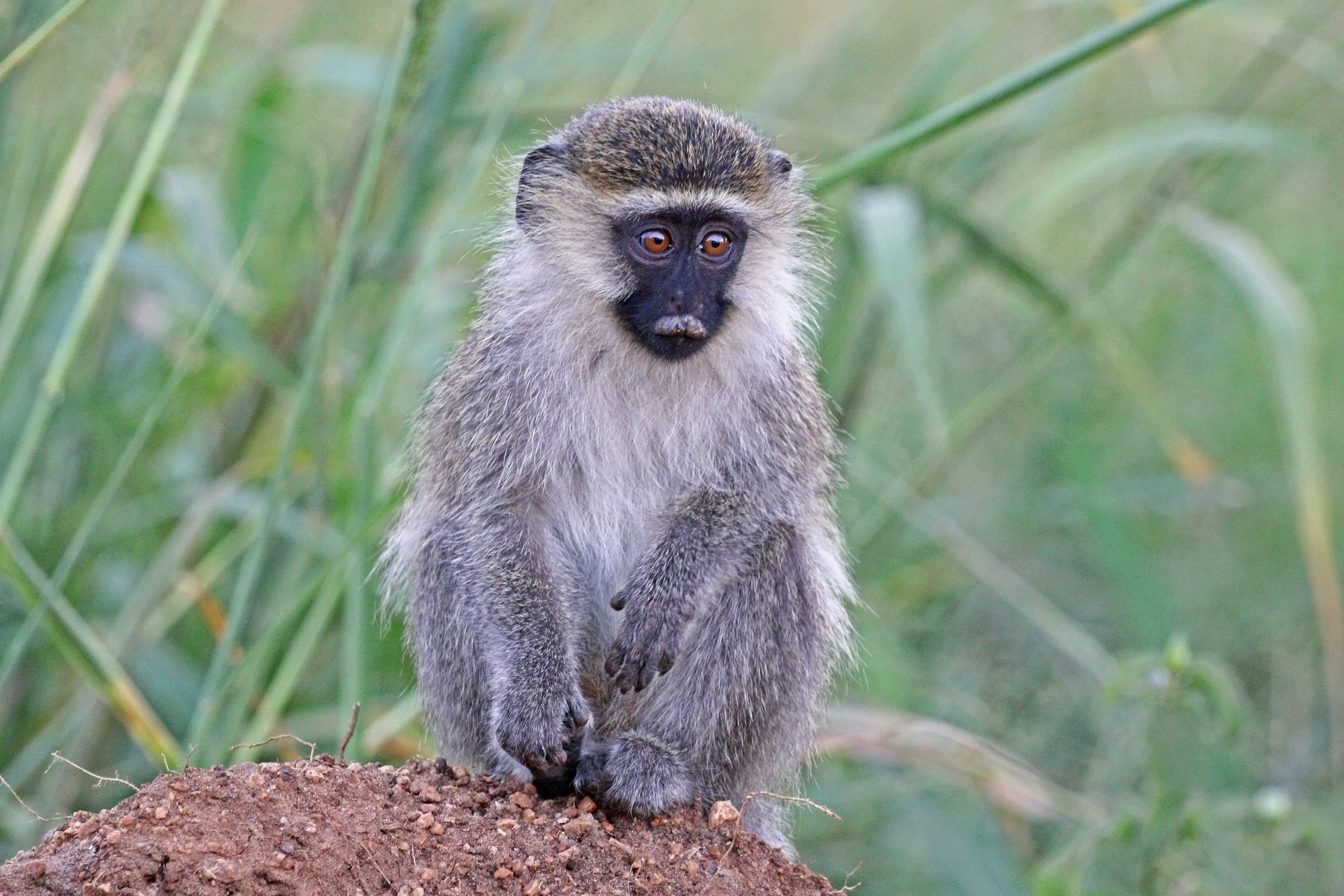
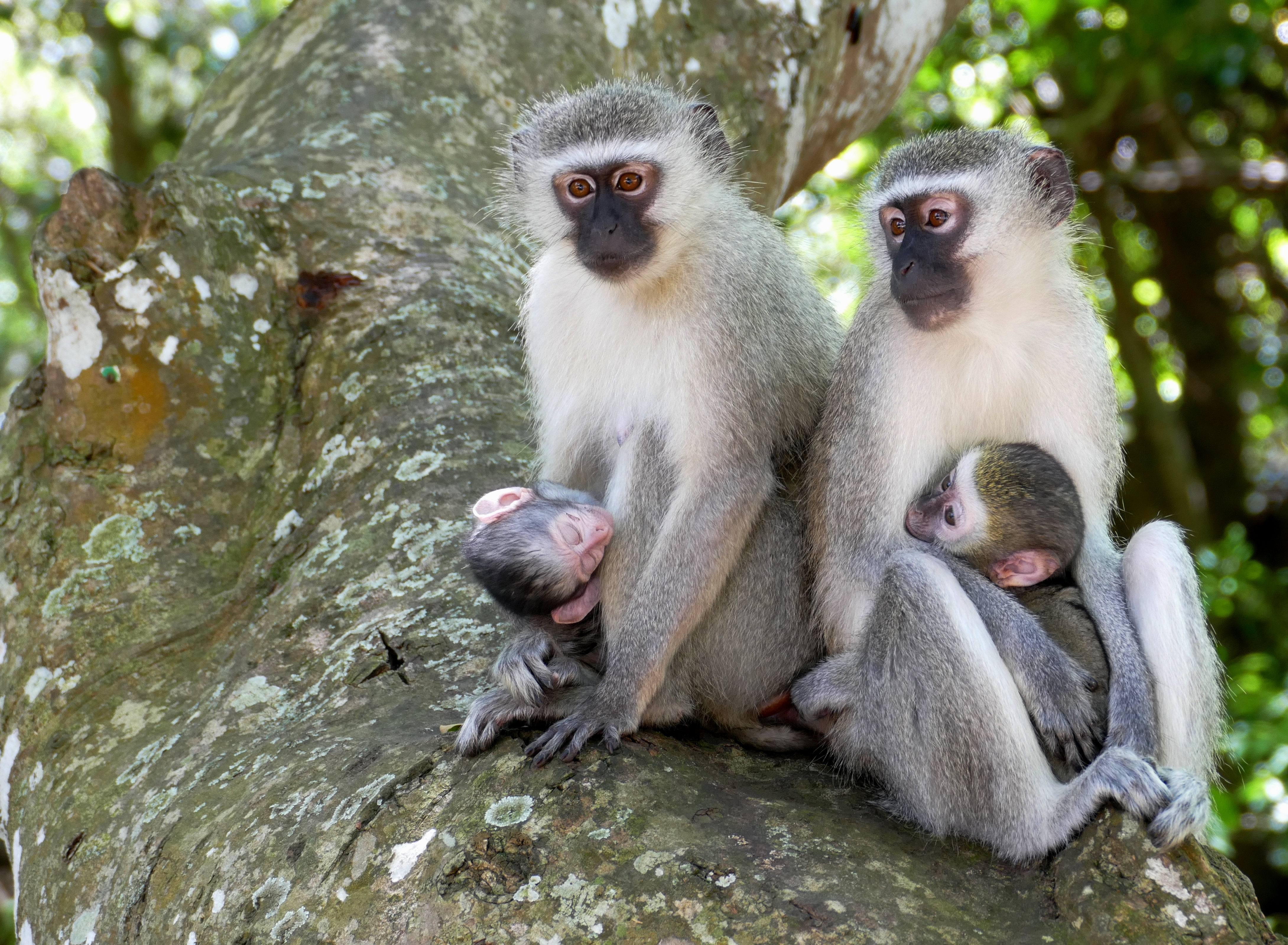
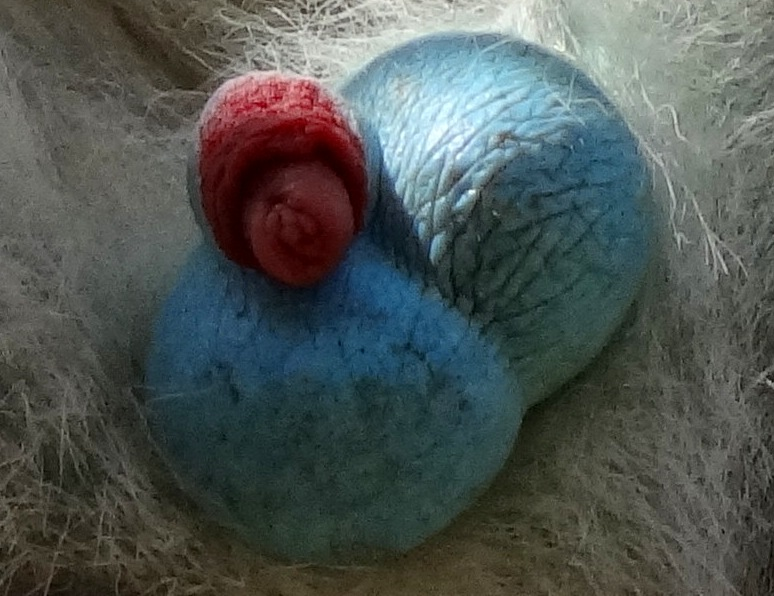
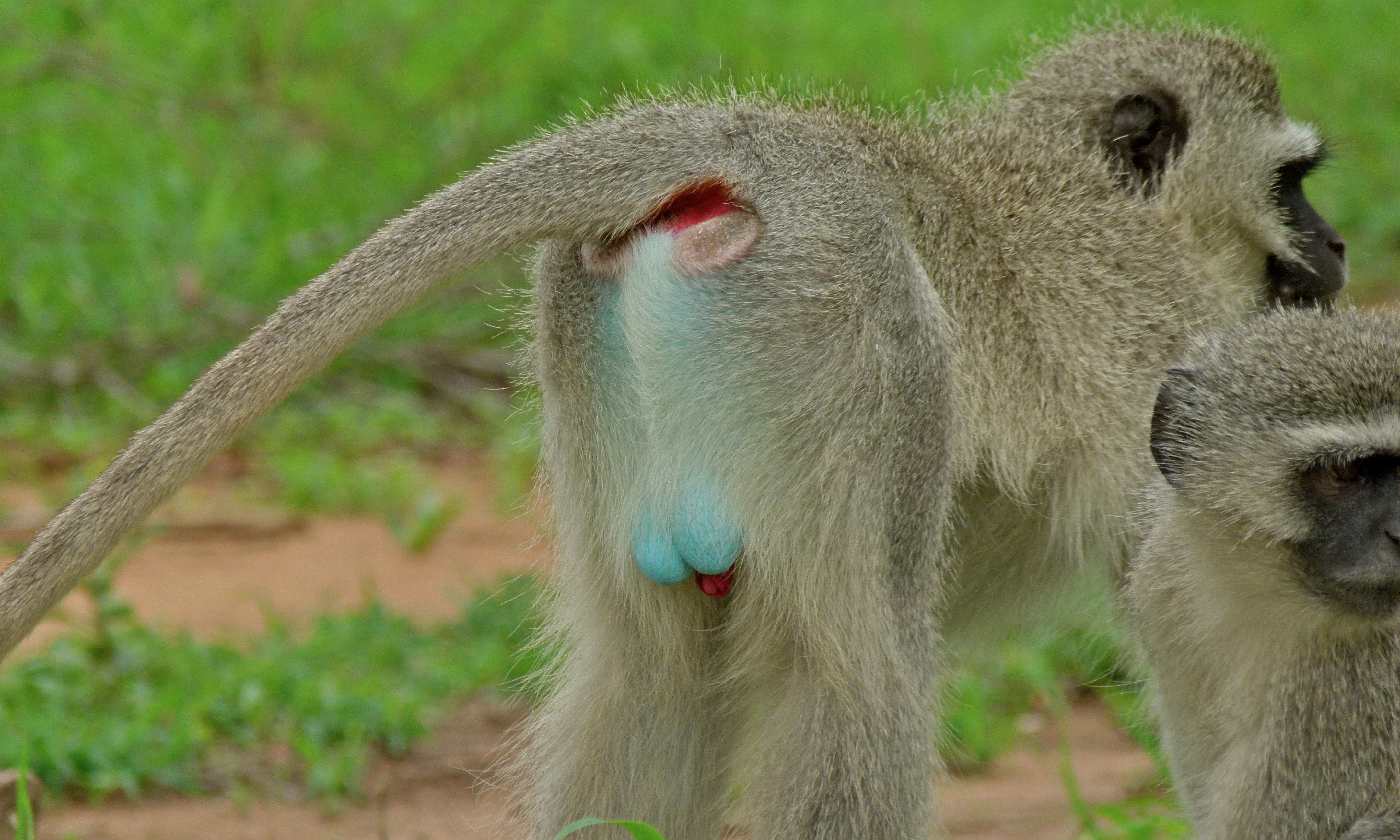
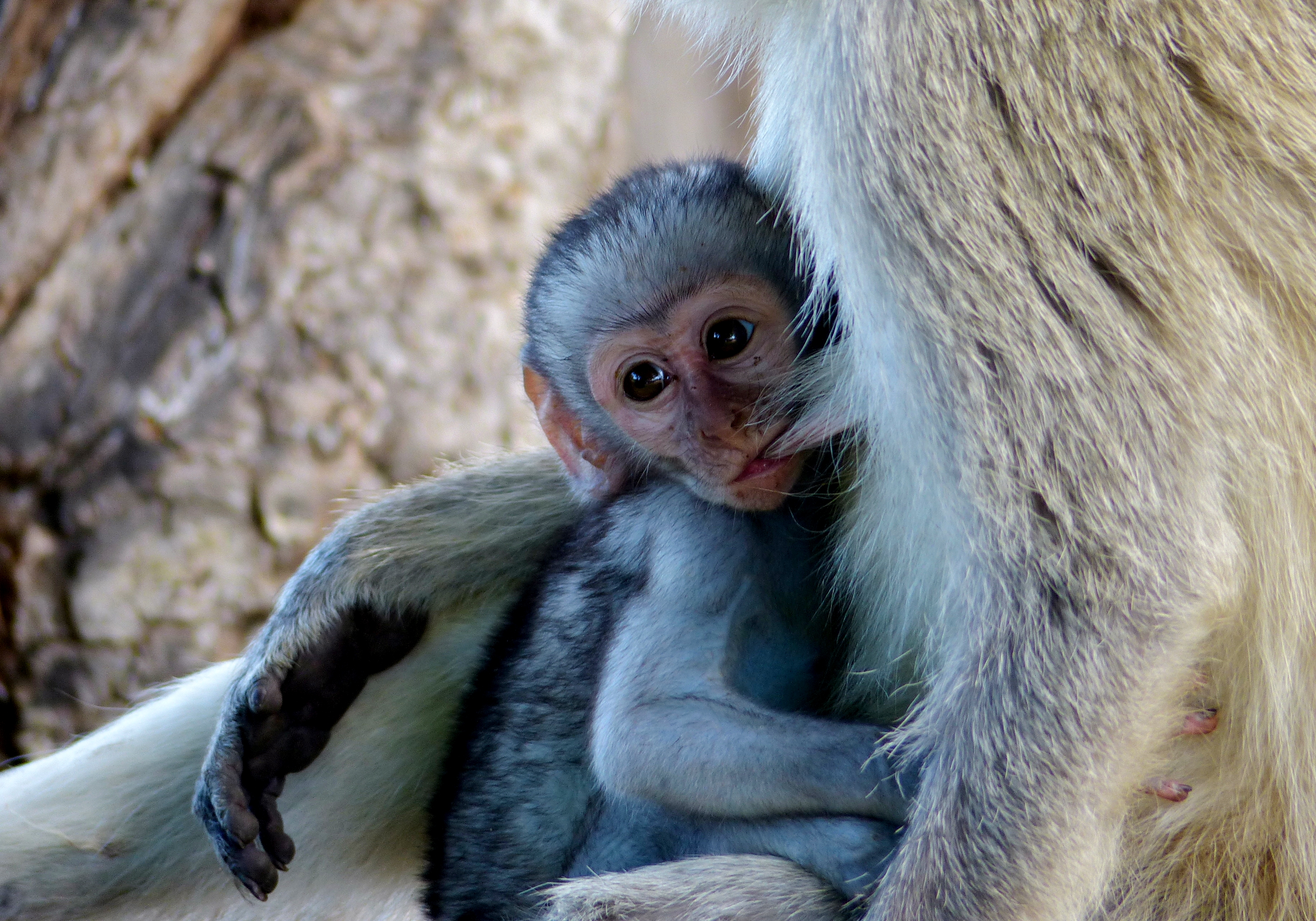
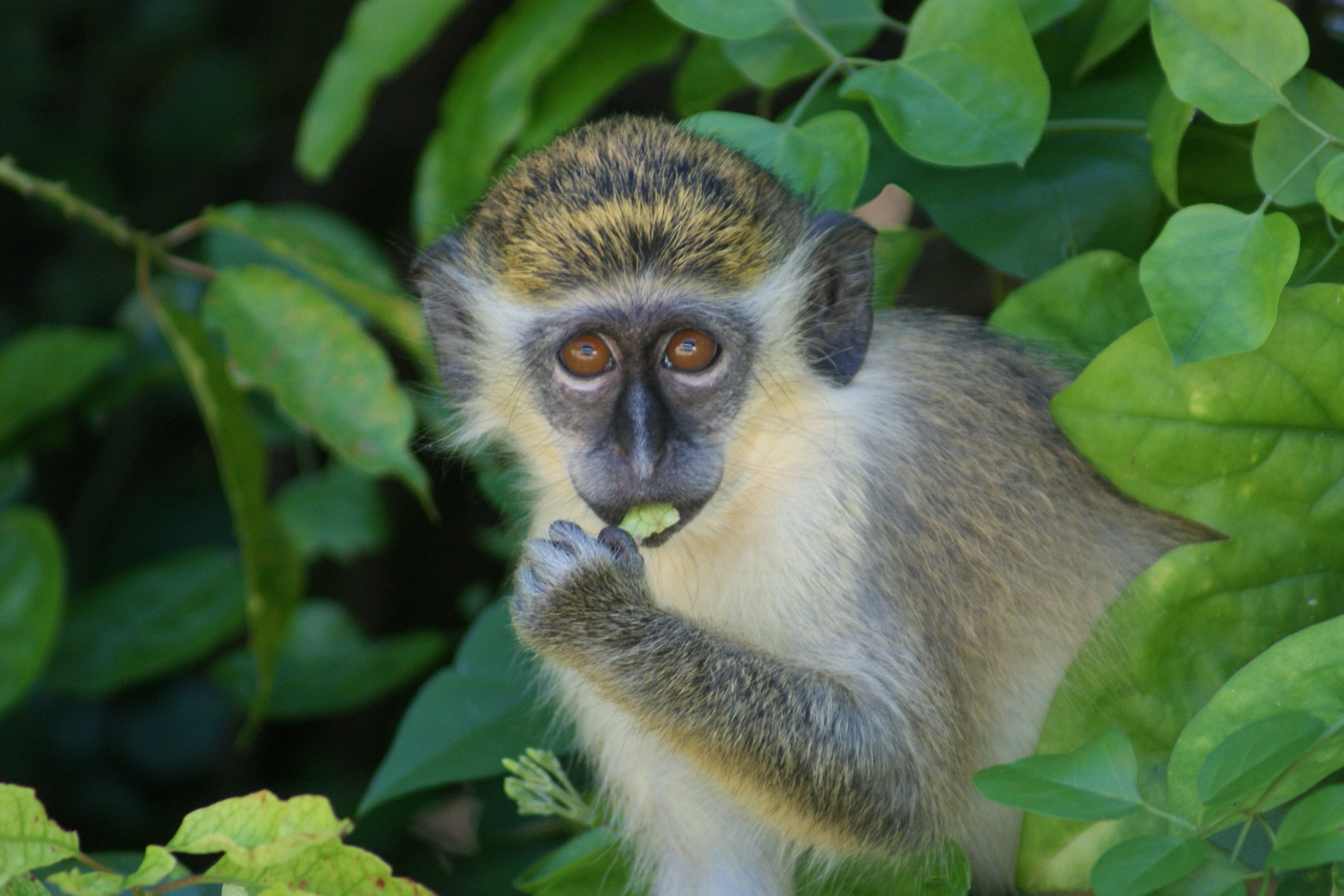
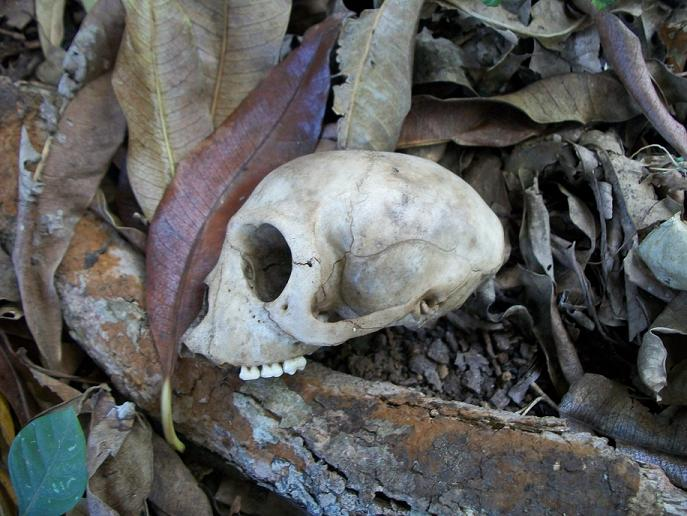
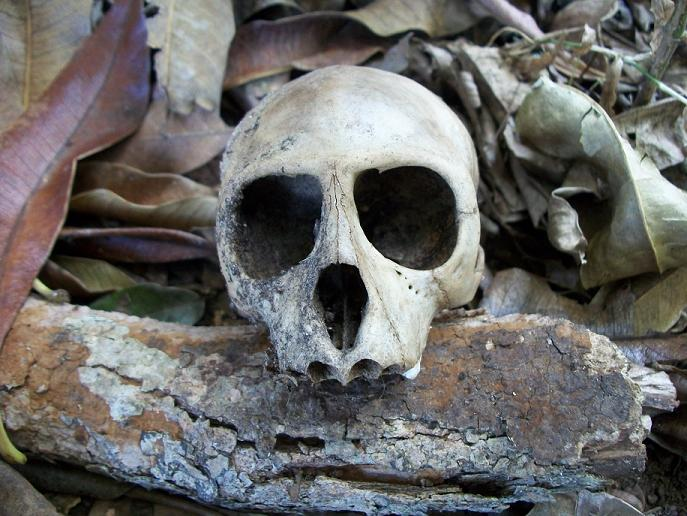